# Гафт, Александр Михайлович
Алекса́ндр Миха́йлович Гафт (1 октября 1907, Ромны, Российская империя — не ранее 1954, СССР) — советский оператор игрового и документального кино, фронтовой кинооператор в годы Великой Отечественной войны.

## Биография
Родился в Ромнах (ныне Полтавская область, Украина) в еврейской семье. В период 1922—1930 годов работал киномехаником в Центральном клубе химиков в Киеве. С марта 1932 года — на кинофабрике «Таджиккино» в Сталинабаде. В 1933—1936 годах — на Московской фабрике «Росфильм» (киностудия «Мосфильм» — с 1936 года), где в качестве ассистента оператора принимал участие в создании фильма «Пышка» (1934) и других. Параллельно учился на операторской факультете Высшего государственного института кинематографии, год окончания — 1935.
С 1937 по 1939 — на «Ашхабадской студии художественных и хроникально-документальных фильмов», где дебютировал как оператор-постановщик, в 1940—1941 годах — на «Союздетфильме».
С начала войны призван в Красную армию в звании старший техник-лейтенант, с июня 1942 года — оператор в киногруппе Брянского фронта (Орловская стратегическая наступательная операция «Кутузов»).
С сентября 1943 года — в киногруппе 2-го Прибалтийского фронта (Преследование Невельской группировки немцев, Старорусско-Новоржевская операция, Режицко-Двинская операция, Мадонская операция). Помимо фильмов, является автором сюжетов для кинопериодики «Союзкиножурнал». 
В 1943 году в период летнего наступления наших войск в районе Орла — Мценска находился в боевых порядках наступающих частей и снял ряд боевых выдающихся эпизодов освобождения этих городов.
За ряд боевых съёмок наступательных операций и освобождения городов представлен к государственной награде.
Из характеристики непосредственного начальника Гафта по Брянскому и 2-му Прибалтийскому фронтам:

Тов. Гафт — квалифицированный кинооператор и культурный офицер.
Материал, снятый им, отличается хорошими фотографическими качествами и исполнением.
— Начальник киногруппы 2-го Прибалтийского фронта капитан Р. Гиков. 28 февраля 1945 г.
С сентября 1944 года — оператор киногруппы 2-го Белорусского фронта. В период с августа 1945 до октября 1945 года — в Северной группе войск в Польше.
С мая 1947 года вновь на киностудии «Мосфильм», работал вторым оператором на фильмах «Русский вопрос» (1947), «Секретная миссия» (1950) и других. С декабря 1954 года уволен со студии «по состоянию здоровья» (из-за потери трудоспособности).

## Семья
Родители — роменские мещане Мовша (Моисей) Эльевич Гафт (1870—?) и Ривка-Рохл Мовше-Хаимовна Биленки (1876—?), заключили брак в Ромнах 28 марта 1897 года.

## Фильмография
- 1937 —  Два брата
- 1943 — Орловская битва (в соавторстве)
- 1943 — Орловский плацдарм (в соавторстве)[14]
- 1944 — Битва за Прибалтику (не завершён; в соавторстве)[15]
- 1944 — Восьмой удар (в соавторстве)
- 1945 — Берлинская конференция (в соавторстве)
- 1945 — В логове зверя (фронтовой спецвыпуск № 4) (в соавторстве)
- 1945 — В Померании (фронтовой спецвыпуск № 5)  (в соавторстве)
- 1945 — Парад Победы (ч/б вариант; в соавторстве)

## Награды
- орден Красной Звезды (15 октября 1944)[10];
- медаль «За победу над Германией в Великой Отечественной войне 1941—1945 гг.» (1945)[8];
- медали СССР[5].